# Isak Schmidt
Andreas Silas Isak „Îsãnguaĸ“ Schmidt (* 17. August 1887 in Killiit; † 30. Oktober 1947 ebenda) war ein grönländischer Landesrat.

## Leben
Isak Schmidt war der Sohn des Jägers Boas Poul Tobias Schmidt (1853–?) und seiner Frau Karen Johannesen (1861–?). Er lebte als Jäger in Killiit. 1929 vertrat er den erkrankten Peter Lundblad im nordgrönländischen Landesrat. Dieser starb 1930 und Isak Schmidt nahm dessen Platz bis zum Ende der Legislaturperiode 1932 ein. Er starb 1947 im Alter von 60 Jahren nach kurzer Krankheit.